# Indosylvirana
Indosylvirana es un género de anfibios anuros de la familia Ranidae que se encuentra en el subcontinente Indio e Indochina.

## Especies
Se reconocen las 13 especies siguientes según ASW:
- Indosylvirana aurantiaca (Boulenger, 1904)
- Indosylvirana caesari[2] (Biju, Mahony, Wijayathilaka, Seneviranthne & Meegaskumbura, 2014)
- Indosylvirana doni[2] (Biju, Garg, Mahony, Wijayathilaka, Seneviranthne & Meegaskumbura, 2014)
- Indosylvirana flavescens (Jerdon, 1853)
- Indosylvirana indica[2] (Biju, Garg, Mahony, Wijayathilaka, Seneviranthne & Meegaskumbura, 2014)
- Indosylvirana intermedia (Rao, 1937)
- Indosylvirana magna[2] (Biju, Garg, Mahony, Wijayathilaka, Seneviranthne & Meegaskumbura, 2014)
- Indosylvirana milleti (Smith, 1921)
- Indosylvirana montana (Rao, 1922)
- Indosylvirana serendipi[2] (Biju, Garg, Mahony, Wijayathilaka, Seneviranthne & Meegaskumbura, 2014)
- Indosylvirana sreeni[2] (Biju, Garg, Mahony, Wijayathilaka, Seneviranthne & Meegaskumbura, 2014)
- Indosylvirana temporalis (Günther, 1864)
- Indosylvirana urbis[2] (Biju, Garg, Mahony, Wijayathilaka, Senevirathne & Meggaskumbara, 2014)